# Wulfar van Reims
Wulfar van Reims  (gestorven 816)  was van 812 tot 816 aartsbisschop van Reims. Tijdens zijn ambtstijd vond er in 813 een synode plaats..

## Voetnoten
1. ↑  Werminghoff, Mon. Germ. Hist.: Concilia aevi Carol. I", I, Hannover, 1904